# Добравица (Радовљица)
Добравица (словен. Dobravica) је насељено место у општини Радовљица, Горењска регија, Словенија.

## Историја
До територијалне реорганизације у Словенији била је у саставу старе општине Радовљица.

## Становништво
У попису становништва из 2011. године, Добравица је имала 22 становника.
| Број становника према пописима | Број становника према пописима | Број становника према пописима |
| ------------------------------ | ------------------------------ | ------------------------------ |
| 1991                           | 2002                           | 2011                           |
| 17                             | 21                             | 22                             |